# Ágnes Osztolykán
Ágnes Osztolykán (Csenger, Hungría, 3 de noviembre de 1974) es una política húngara y romani. Activista miembro  de la Asamblea Nacional de Hungría entre 2010 y 2014.

## Biografía
Osztolykán graduada en la Universidad de Miskolc en 1998 con un grado de ciencias políticas. Ha trabajado en la Open Society Foundations de la Fundación Soros y encabezó la Década para la inclusión gitana, un programa de Inclusión del Ministerio de Asuntos Sociales y Trabajo durante seis años. Más tarde fue elegida al Parlamento en 2010 y miembro del grupo parlamentario de Lehet Más un Politika (LMP), el partido de la política Puede Ser. El 26 de noviembre de 2012, fue nombrada dirigente del grupo parlamentario LMP. 
Además es activista por el pueblo romani por la educación de los niños y los derechos de minoría e integración social del pueblo Romaní en Hungría. Apoya el entrenamiento vocacional que desarrolla habilidades para el mercado de trabajo. Fuera de sus deberes parlamentarios, trabaja como profesora voluntaria en una escuela vocacional, principalmente romaní, en Budapest en el Jozsfváros el octavo distrito más pobre.
Ha sido nombrada consejera para los asuntos del pueblo Romani en el Ministerio de Recursos Humanos en 2016.

## Premios y reconocimientos
Premio en 2011 Mujeres Internacionales de Premio de Valor del Departamento de Estados Unidos de Estatal.

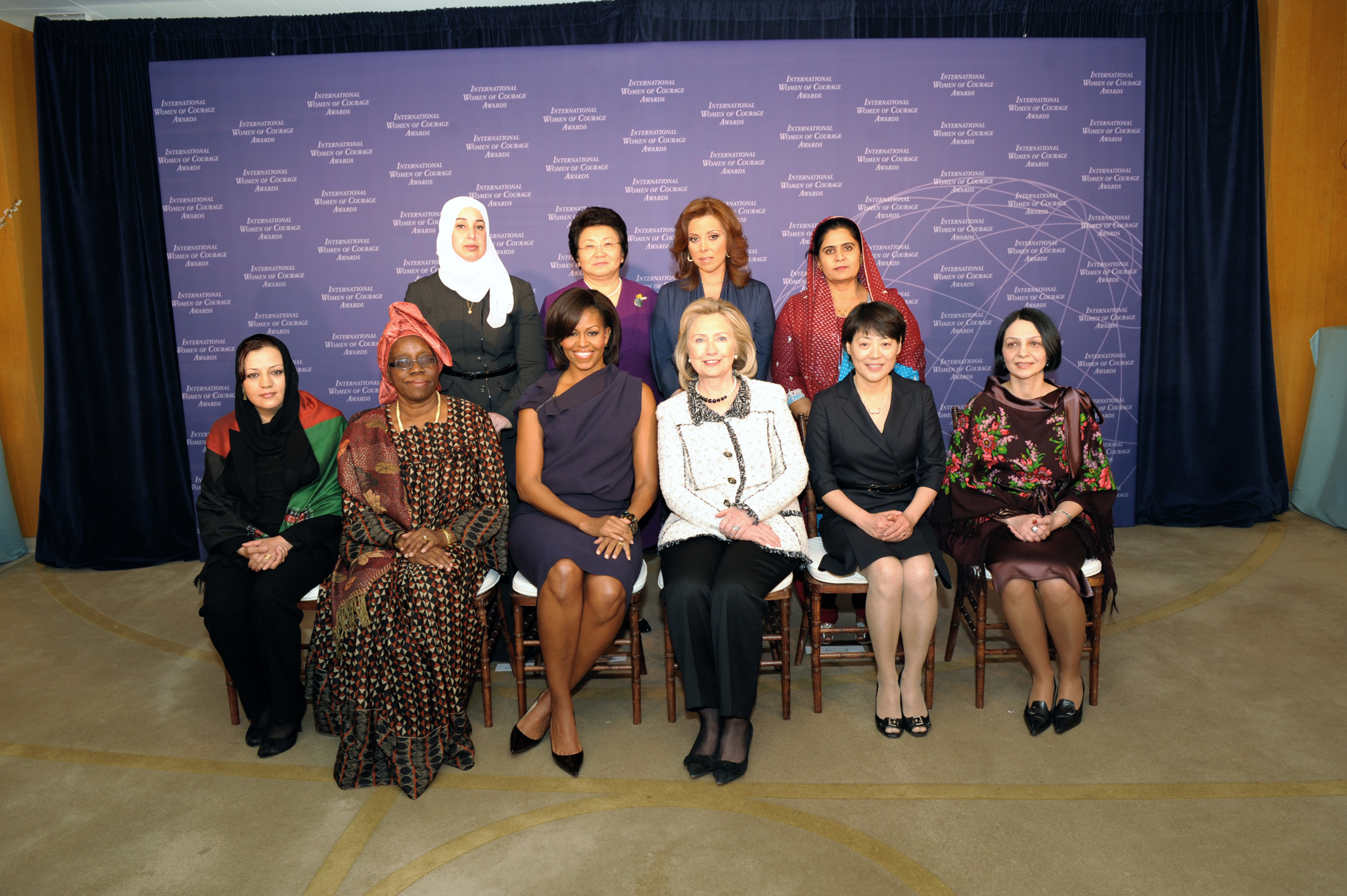
Ágnes Osztolykán (sentada en la primera fila del extremo derecho) posa en la ceremonia del Premio a las Mujeres de Coraje 2011, el 8 de marzo de 2011. Fila posterior de pie, de izquierda a derecha: Eva Abu Halaweh de Jordania, Roza Otunbayeva de Kirguistán, Marisela Morales Ibáñez de México, Ghulam Sughra de Pakistán. Primera fila sentada, de izquierda a derecha: Maria Bashir de Afganistán, Henriette Ekwe Ebongo de Camerún, Michelle Obama, Hillary Clinton, Jianmei Guo de China